# Danh sách cầu thủ tham dự Cúp bóng đá châu Phi 1957
Dưới đây là danh sách các đội hình thi đấu tại Cúp bóng đá châu Phi 1957.

## Ai Cập
Huấn luyện viên:  Mourad Fahmy

| Số | VT | Cầu thủ                       | Ngày sinh (tuổi)            | Trận | Bàn | Câu lạc bộ\|       |
| -- | -- | ----------------------------- | --------------------------- | ---- | --- | ------------------ |
|    | TM | Ali Bakr                      |                             |      |     | Zamalek            |
|    | TM | Paraskos "Brascos" Trimeritis |                             |      |     | El-Qanah           |
|    | TM | Abdel-Galil Hameida           |                             |      |     | Al-Ahly            |
|    | HV | Mosaad Daoud                  |                             |      |     | El-Olympi          |
|    | HV | El-Sayed El-Arabi             |                             |      |     | Teram              |
|    | HV | Abdou-Wahab Selim             |                             |      |     |                    |
|    | HV | Mohammed El-Zangiri           |                             |      |     |                    |
|    | HV | Tarik Ahmed Selim             |                             |      |     |                    |
|    | HV | Hanafy Bastan                 | 6 tháng 12, 1923 (33 tuổi)  |      |     | Zamalek            |
|    | TV | Abdel-Kader "Bidho" Sayed     |                             |      |     |                    |
|    | TV | Ibrahim Tawfik                |                             |      |     |                    |
|    | TV | Samir Qotb                    | 16 tháng 3, 1938 (18 tuổi)  |      |     | Zamalek            |
|    | TV | Rifaat El-Fanagily            | 1 tháng 5, 1936 (20 tuổi)   |      |     | Al-Ahly            |
|    | TV | Nour El-Dali                  |                             |      |     | Zamalek            |
|    | TV | Hamza Abdel-Moula             |                             |      |     |                    |
|    | TV | Helmy Abou El-Maaty           |                             |      |     | Al-Ahly            |
|    | TĐ | Hamdi Abdel-Fattah            |                             |      |     |                    |
|    | TĐ | Alaa El-Hamouly               | 4 tháng 7, 1930 (26 tuổi)   |      |     | Zamalek            |
|    | TĐ | Ad-Diba                       | 17 tháng 11, 1927 (29 tuổi) |      |     | Ittihad Alexandria |
|    | TĐ | Raafat Ateya                  | 6 tháng 2, 1934 (23 tuổi)   |      |     | Zamalek            |
|    |    | Awad Abdel-Rahman             |                             |      |     |                    |
|    |    | Daoud Soliman                 |                             |      |     |                    |
|    |    | Hassan Adam                   |                             |      |     |                    |

## Ethiopia
Huấn luyện viên: 

| Số | VT | Cầu thủ               | Ngày sinh (tuổi) | Trận | Bàn | Câu lạc bộ\| |
| -- | -- | --------------------- | ---------------- | ---- | --- | ------------ |
|    | TM | Mikael Gila           |                  |      |     |              |
|    | HV | Ayele Tessema         |                  |      |     |              |
|    | HV | Mekouria Kebede Asfaw |                  |      |     |              |
|    | HV | Adamu Alemu           |                  |      |     |              |
|    | HV | Adale Tekle Selassie  |                  |      |     |              |
|    | TV | Nassir Berhe          |                  |      |     |              |
|    | TV | Samuel Zewode         |                  |      |     |              |
|    | TĐ | Abraha Bayrou         |                  |      |     |              |
|    | TĐ | Abde Selassie Netsere |                  |      |     |              |
|    | TĐ | Asefaw Berhane        |                  |      |     |              |
|    | TĐ | Kebede Metaferia      |                  |      |     |              |

## Sudan
Huấn luyện viên:  József Háda

| Số | VT | Cầu thủ                     | Ngày sinh (tuổi) | Trận | Bàn | Câu lạc bộ\|            |
| -- | -- | --------------------------- | ---------------- | ---- | --- | ----------------------- |
|    | TM | Faisal "Steve" Al-Sayed     | 1931 (aged 26)   |      |     | Al-Merrikh SC           |
|    | HV | Dim El-Kebir                |                  |      |     | Al-Hilal                |
|    | HV | Boraî Selim                 |                  |      |     | Al Neel SC (Khartoum)   |
|    | HV | Ibrahim El-Kabir            |                  |      |     | Al Ahli SC (Khartoum)   |
|    | TV | Al-Hedi Syam                |                  |      |     | Al-Hilal                |
|    | TV | Sayed Mostafa               |                  |      |     | Al-Ahli SC (Wad Madani) |
|    | TV | Al-Sir "Sirry" Mohammed Ali |                  |      |     | Al-Merrikh SC           |
|    | HV | Boraî Bashir                | 1932 (aged 24)   |      |     | Al-Merreikh SC          |
|    | TĐ | Hassan "Abu Al-Aîla" Yousef |                  |      |     | Al-Merreikh SC          |
|    | TĐ | Siddiq Manzul               | 1932 (aged 24)   |      |     | Al-Hilal                |
|    | TĐ | El-Jak Ajab (C)             |                  |      |     | Al-Ittihad Baharia      |
|    | HV | Mansour Ramadan             |                  |      |     | Al-Merreikh SC          |
|    |    | Abdullah Jumaa Zarkan       |                  |      |     | Al-Mourada SC           |
|    |    | Omar Moscow                 |                  |      |     | Al-Mourada SC           |
|    |    | Othman Al-Wathiq            |                  |      |     | Al Neel SC (Khartoum)   |